# 야부제니린
야부제니린(1993년 ~ )은 대한민국에서 활동하고 있는 필리핀의 가수다. 2023년 싱글 《그대만을 사랑할거야》로 데뷔했다.

## 방송
- 노래가 좋아 (2019)
- 보이스퀸 (2019) - Top14(14위)
- 라스트싱어 (2020) - Top24(21위)
- 탑골 랩소디 (2020)
- 나도 대한민국 가수다 (2022)
- 아침마당 (2022)
- 사랑의 보이스 (2022)

## 음반
- MBN 보이스퀸 ROUND 2-2 (2019)
- MBN 보이스퀸 ROUND 4-1 (2020)
- MBN 보이스퀸 ROUND Semi Final (2020)
- 그대만을 사랑할거야 (2023)

## 공연
- 2021 고모령가요제 (2021)

## 경력
- 진주문화원 홍보대사 (2019-2020)

## 수상
- 고모령 가요제 대상 (2019)
- 제13회 향수 옥천 포도 복숭아 가요제 대상 (2019)
- 대한민국 청소년 트로트 전국가요제 금상 (2019)
- 천주산진달래 가요제 대상 (2019)
- 대한민국 이주민가요제 경남 은상 (2019)